# Godfrey Mwampembwa
Godfrey Mwampembwa, pseudoniem Gado (Dar es Salaam, 6 augustus 1969), is een Tanzaniaans redactioneel cartoonist die zijn carrière begon in Nairobi, Kenia.
Hij werkt geregeld voor Daily Nation (Kenia), New African (Verenigd Koninkrijk), Courier International (Frankrijk) en Business Day en Sunday Tribune (beide Zuid-Afrika). Hij leverde ook cartoons voor Le Monde, The Washington Times, Der Standard en de Japan Times.

## Studie
Mwampembwa sloot zich in 1991 aan bij het Ardhi Instituut om architectuur te studeren. Na een jaar verliet hij het instituut om cartoonist en illustrator te worden voor de Nation Media Group. In 2000 studeerde hij klassieke animatie en filmproductie aan de filmschool in Vancouver.

## Loopbaan
Alterego Gado ontwerpt grappige cartoons met betrekking tot lokale lokale en internationale kwesties, waarin hij met grote eenvoud duidelijk maakt welke impact sociale, politieke en culturele conflicten hebben op het individu. Hij brengt broze elementen naar boven zonder voorbij te gaan aan de essentiële humaniteit van deze onderwerpen.
Mwampembwa verzet zich tegen politieke inmenging en is lokaal een pionier die zijn grenzen verkent. Hij is een inspirator voor andere artiesten door zijn bijdrage aan de democratisering en de vrijheid van meningsuiting in oostelijk Afrika. Hij is de meeste gesyndiceerde cartoonist van Oost- en Centraal-Afrika.
Gedurende zijn verblijf bij het onderzoekscentrum voor communicatie Fabrica in Treviso produceerde hij een animatieproductie over racisme.

## Onderscheidingen
In 1996 werd hij onderscheiden met de International Olympic Media Award voor gedrukte media en in 1999 was Mwampembwa Cartoonist van het Jaar van Kenia. Hij was een van de twaalf deelnemers van de tentoonstelling Cartooning for Peace van de Verenigde Naties in 2006.
In 2007 werd hij onderscheiden met de Prins Claus Prijs van het Prins Claus Fonds binnen het thema Cultuur en conflict. De jury waardeerde hem om "zijn moedige cartoons waarin hij met humor aspecten van sociale en politieke conflicten toont en een inspiratie is voor de strijd van vrije expressie."